# Hans Kellerer
Hans Kellerer (* 26. August 1902 in Hirtlbach; † 3. März 1976) war ein deutscher Statistiker und Hochschullehrer.

## Leben
Nach Abschluss des Studiums war Kellerer 10 Jahre als Lehrer für Mathematik tätig. Während dieser Tätigkeit promovierte er mit einer Dissertation über „Mathematische Methoden in der Eisenbahnstatistik“. 1933 trat er der NSDAP bei. 1937 baute er die Statistische Abteilung des Reichskraftwagenbetriebsverbandes in Berlin auf. Von 1942 bis 1946 war er in der Textilstatistik tätig. Von 1947 bis 1953 war er Referent im Bayrischen Statistischen Landesamt.
Er habilitierte sich 1951 an der Staatswirtschaftlichen Fakultät der Universität München.  Die Habilitationsschrift hatte das Thema „Übertragung einiger bevölkerungsstatistischer Begriffe und Methoden auf das Wirtschaftsleben“. 1952 folgte er einem Ruf auf einen Lehrstuhl für Statistik an der Freien Universität Berlin. Im Jahr 1956 wechselte er als Nachfolger von Oskar Anderson auf den Lehrstuhl für Statistik  an der Staatswissenschaftlichen Fakultät der Universität München, wo er bis zu seiner Emeritierung im Jahr 1970 lehrte.
Kellerer war Mitbegründer und Herausgeber des Mitteilungsblattes für Mathematische Statistik und der Zeitschrift Metrika, Fellow of the American Statistical Association, Honorary Fellow of the Royal Statistical Society und Ehrenmitglied der Deutschen Statistischen Gesellschaft.
Ein im Jahr 1963 veröffentlichtes Schriftenverzeichnis enthält Publikationen aus den Jahren 1931 bis 1962.